# Sharon G. Feldman
Sharon G. Feldman va néixer a Nova York. És catedràtica al departament d'Estudis Llatinoamericans i Peninsulars a la University of Richmond (Virgínia, Estats Units), on s'especialitza en arts escèniques contemporànies. Es va doctorar per la Universitat de Texas a Austin després de cursar estudis a la University of Pennsylvania i a la New York University (NYU). És autora, entre d'altres, de Els límits del silenci: La censura del teatre català durant el franquisme (amb Francesc Foguet, Publicacions de l'Abadia de Montserrat, 2016), A l'ull de l'huracà: Teatre català contemporani (L'Avenç, 2011, estudi atorgat el Premi Crítica Serra d'Or de Catalanística 2010 per la seva versió anglesa), Alegorías de la disidencia: El teatro de Agustín Gómez-Arcos (Instituto de Estudios Almerienses, 2002) i coeditora de Barcelona Plays (Martin E. Segal Theatre Center, 2008), un recull d'obres teatrals catalanes contemporànies traduïdes a l'anglès. Ha desenvolupat una extensa tasca com a traductora de textos dramàtics catalans d'autors de la talla de Carles Batlle, Sergi Belbel, Josep Maria Benet i Jornet, Cristina Clemente, Lluïsa Cunillé, Daniela Feixas, Llàtzer Garcia, Josep Maria Miró, i Pau Miró, alguns dels quals han pujat a escenaris d'Alemanya, Anglaterra, Canadà, els Estats Units i Irlanda. Forma part també del Grup de Recerca en Arts Escèniques de la Universitat Autònoma de Barcelona, i és membre corresponent a l'estranger de la Reial Acadèmia de Bones Lletres de Barcelona.